# Rio Cigher
O Rio Cigher é um rio da Romênia, afluente do Crişul Alb, localizado no distrito de Alba.